# Annette Crosbie
Annette Crosbie OBE (* 12. Februar 1934 in Gorebridge, Schottland) ist eine britische Schauspielerin.

## Leben und Karriere
Die gebürtige Schottin Crosbie wählte gegen den Willen ihrer Eltern den Beruf der Schauspielerin und studierte an der Theaterschule des Bristol Old Vic. Sie begann ihre professionelle Schauspielkarriere im Jahr 1956 bei der Glasgow Citizens' Theatre Company, nachfolgend spielte sie vor allem Theater. 1959 machte sie ihr Filmdebüt in der Komödie Ein Schotte auf Brautschau an der Seite von Bill Travers, im Verlaufe der 1960er-Jahre folgten einige Fernsehauftritte.
Einem breiteren britischen Fernsehpublikum wurde sie erstmals 1970 bekannt durch ihre Darstellung der Katharina von Aragon in der Miniserie Die sechs Frauen Heinrich VIII, hierfür gewann sie ihren ersten von zwei British Academy Television Awards. Ihren zweiten British Academy Television Award gewann sie 1977 ebenfalls für eine historische Rolle, nämlich als Königin Victoria in der Miniserie Edward the Seventh über das Leben von Edward dem Siebten. Im Kinobereich war Crosbie 1976 in dem Märchenfilm Cinderellas silberner Schuh an der Seite von Gemma Craven und Richard Chamberlain als gute Fee zu sehen; für diese Darstellung wurde sie für den British Academy Film Award in der Kategorie Beste Nebendarstellerin nominiert sowie mit dem Evening Standard British Film Award als Beste Darstellerin ausgezeichnet. Zwei Jahre später sprach sie die Elbenkönigin Galadriel in Ralph Bakshis Zeichentrickfilm Der Herr der Ringe nach dem Roman von J. R. R. Tolkien.
Ihre wahrscheinlich bekannteste Rolle in ihrem Heimatland spielte Crosbie zwischen 1990 und 2001 in der erfolgreichen Sitcom One Foot in the Grave, in der sie die Ehefrau eines griesgrämigen Rentners (gespielt von Richard Wilson) verkörperte. Zu Crosbies Kinorollen im neuen Jahrtausend zählen eine größere Rolle als Jessie in der Komödie Kalender Girls (2004) neben Helen Mirren und Julie Walters, sowie die Großmutter von Rotkäppchen in dem Hollywood-Märchenfilm Into the Woods (2014). Im Laufe der Jahrzehnte hatte Crosbie zudem Auftritte in vielen bekannten britischen Fernsehserien, etwa Inspector Barnaby, New Tricks – Die Krimispezialisten und After Life. 2007 hatte sie eine Rolle in der Hörspielserie Old Harry’s Game. Ihr Schaffen für Film und Fernsehen umfasst mehr als 120 Produktionen.
Crosbie war mit dem Schauspieler Michael Griffiths von 1966 bis zu ihrer Scheidung 1985 verheiratet. Das Paar hatte zwei Kinder, darunter die Schauspielerin Selina Griffiths (* 1969). Crosbie engagiert sich für Tierschutz und war langjährige Vorsitzende der League Against Cruel Sports.

## Filmografie (Auswahl)
- 1959: Ein Schotte auf Brautschau (The Bridal Path)
- 1961–1966: ITV Play of the Week (Fernsehserie, 4 Folgen)
- 1965–1968: Theatre 625 (Fernsehserie, 4 Folgen)
- 1966: Sky West and Crooked
- 1967: The White Rabbit (Miniserie, 3 Folgen)
- 1968: Mrs. Brown, You’ve Got a Lovely Daughter
- 1970: Die sechs Frauen Heinrich VIII (The Six Wives of Henry VIII, Miniserie)
- 1970: Callan (Fernsehserie, Folge 3x09)
- 1970–1980: Play for Today (Fernsehserie, 3 Folgen)
- 1970–1983: BBC Play of the Month (Fernsehserie, 3 Folgen)
- 1972: Ein liebenswerter Schatten (Follow Me!)
- 1973: A Picture of Katherine Mansfield (Fernsehserie, 4 Folgen)
- 1973: Die Spezialisten (Special Branch, Fernsehserie, Folge 3x10)
- 1975: Edward VII. (Edward the Seventh, Miniserie, 10 Folgen)
- 1976: Cinderellas silberner Schuh (The Slipper and the Rose)
- 1978: Der Herr der Ringe (The Lord of the Rings, Sprechrolle)
- 1979: A Question of Faith
- 1980: Hawk – Hüter des magischen Schwertes (Hawk the Slayer)
- 1982: East Lynne (Fernsehfilm)
- 1983: Crown Court (Fernsehserie, 3 Folgen)
- 1984: Tödlicher Irrtum (Ordeal by Innocence)
- 1986: Paradise Postponed (Miniserie, 11 Folgen)
- 1989: Take Me Home (Miniserie, 3 Folgen)
- 1990–2001: One Foot in the Grave (Fernsehserie, 43 Folgen)
- 1991: Tschernobyl – Die letzte Warnung (Chernobyl: The Final Warning, Fernsehfilm)
- 1991: Ein Papst zum Küssen (The Pope Must Die)
- 1992: Heartbeat (Fernsehserie, Folge 1x06)
- 1992: Leon the Pig Farmer
- 1993–1996: Doctor Finlay (Fernsehserie, 27 Folgen)
- 1994: Zwei Singles machen noch kein Paar (Solitaire for 2)
- 1997: Shooting Fish
- 1997: Underworld (Miniserie, 6 Folgen)
- 1999: Oliver Twist (Miniserie, 4 Folgen)
- 2001: Waking the Dead – Im Auftrag der Toten (Waking the Dead, Fernsehserie, 2 Folgen)
- 2003: Kalender Girls (Calendar Girls)
- 2004: Black Books (Fernsehserie, Folge 3x03)
- 2005: Inspector Barnaby (Midsomer Murders, Fernsehserie, Folge 8x07)
- 2008: Little Dorrit (Fernsehserie, 9 Folgen)
- 2009: Hope Springs (Fernsehserie, 8 Folgen)
- 2010: Doctor Who (Fernsehserie, Folge Fünf vor Zwölf)
- 2010: New Tricks – Die Krimispezialisten (New Tricks, Fernsehserie, Folge 7x08)
- 2014: Ein Schotte macht noch keinen Sommer (What We Did on Our Holiday)
- 2014: Into the Woods
- 2016: Dad’s Army
- 2017: Eat Locals
- 2017: Henry IX (Fernsehserie, 3 Folgen)
- 2019: Call the Midwife – Ruf des Lebens (Call the Midwife, Fernsehserie, Folge 8x02)
- 2020: After Life (Fernsehserie, Folge 2x01)